# Konkordans
Konkordans, [kʌŋkɒˈdanˀs] (af latin concordantia betyder enighed, overensstemmelse, harmoni, af kon- og afledn. af cor 'hjerte'). Ant. 'diskonkordans'.
1 systematisk 'register' over steder i et tekstkorpus, hvor bestemte ord, egennavne, udtryk, tematikker osv. forekommer.
2 'overensstemmelse' - f.eks. mellem udenrigspolitik og forsvarspolitik.
3 'søgningspræcision' - afgørelsen af konkordansen mellem forskellige kilder ved søgning i korpus, f.eks. i digital database. Der kan være tale om stor, lille eller ingen konkordans eller samstemmighed mellem data indsamlet forskellige steder, på forskellige måder, i forskellige tidsaldre o.a. Er kilderne eller undersøgelserne modstridende, tales om 'diskonkordans'.

## Konkordans i

### Genetik
Der er genetisk konkordans, når generne i et par (én- eller tveæggede) tvillinger er af samme fænotype, dvs. deler gener som kommer til udtryk f.eks. ved egenskaber eller sygdomme. I tvillingestudier tyder konkordans mellem enæggede tvillinger på en væsentlig genetisk komponent, mens høj konkordans hos både en- og tveæggede snarere er tegn på en væsentlig miljømæssig indflydelse.

### Historie
Som eksempel nævnes den danske administrative og royale korrespondance fra 789 til 1450, som er digitaliseret og oversat. En sådan korrespondencekonkordans muliggør et nemt overblik over navngivne personers bevægelser over tid, ejendommes ejerskifte, konsekvenser af pantsætninger, politiske alliancer og meget andet.

### Medicin
Sigtet med en medicinalkonkordans er en fuldstændig oversigt over mediciner og deres bivirkninger indsamlet fra forskellige kilder. En sådan konkordans er blandt andet med til at muliggøre de små advarsler, som stort set alle medicinalprodukter er udstyrede med.

### Oversættelse

#### Historisk oversættelse
Bibelkonkordanser er med digitaliseringens tilkomst blevet entydige afsløringsmekanismer i afdækningen af falsknerier ved oversættelser af begreber fra originalteksten. Hvad der f.eks. længe stod oversat som 'uegnet" i betydningen "ufrugtbar" viste sig ved granskning af en digital konkordans at være en udtalelse fra Jesus, hvor han anerkendte kastration som vej ind i himlen.

#### Teknisk oversættelse
Ved oversættelse af IT sigter en konkordans, at alle oversættelser af f.eks. et styresystem har 100 % overensstemmelse mellem kilde- og målsproget i alle henseender. Forudsætningen for oversættelsen er således den indledningsvise skabelse eller oversættelse af en fuldstændig konkordans over standardord og -udtryk.

#### Serieoversættelser
F.eks. serielle fantasyromaner rummer typisk mange selvopfundne begreber og person- og stednavne. En forlods skabelse af en konkordans til at sikre overensstemmelse i sprogbruget serien igennem er til stor nytte, da en series bøger ofte oversættes af flere forfattere.

### Samlinger
Gældende f.eks. for en møntsamling afstemmer en konkordans mønters forekomst i forskellige kataloger, så den samme mønt trods forskelligartede systematiseringsmodeller nemt kan findes.

### Sprogvidenskab
En konkordans for ordbøger samler forskellige ordbøgers oversættelser til et “autoritativt” opslagsværk over det pågældende sprog, og vil således fremstå som en mere "komplet" ordbog. Et meget almindeligt eksempel er en synonymordbog, men også sprogoversættelser har gavn af samstemmighed, som i samme opslag opregner f.eks. betydningers forandringer over tid.

### Statistik
Som statistisk grundbegreb angiver en konkordans en tilsyneladende overensstemmelse mellem indsamlet data (som ikke nødvendigvis er matematisk eksakt).

### Tekstbehandling
En konkordansfil er en liste over ord, som skal i stikordsregister. I f.eks. programmet LibreOffice knyttes konkordansfilen til programmet, som så selv finder alle forekomster af de angivne ord i teksten og opretter et stikordsregister med henvisninger.